# Levante Agrario
Levante agrario fue un periódico de la Región de Murcia que tuvo gran influencia en la ciudad de Murcia durante los años 1930. Se publicó entre 1915 y 1936.

## Diario de la Federación Agraria e Instructiva de Levante
Creado como una revista semanal en 1915 por un grupo de empresarios, se convirtió en diario en 1918 siendo el órgano de difusión de la Federación Agraria e Instructiva de Levante. Su principal objetivo era defender los derechos de los hombres de la huerta.
Tuvo como directores a Gaspar de la Peña Seiquer, César M. Calderón y Andrés Bolarín Molina.
Fue uno de los periódicos que participaron en la refundación de la Asociación de la Prensa de Murcia en 1929. En 1929 apareció una edición en Albacete, pero que no tuvo mucha continuidad. Los temas que trataba eran también de tipo local, un ejemplo fue la gran acogida que realizó a Vicente Medina a su regreso a Murcia en 1933, llegando a publicar cinco poemas inéditos y de temas locales. Sus números extraordinarios se valoraban mucho por su calidad.

## Segunda República
En 1931 se convierte en el órgano de difusión del Partido Agrario Murciano, fundado ese año y que se integraría en 1934 en el Partido Agrario Español. En 1935 lo compró Tomás Maestre Zapata y evoluciona hacia la defensa de las posiciones de la CEDA.
El día 20 de julio de 1936 sufre un incendio provocado por grupos radicales en el comienzo de la Guerra Civil, tras el cual se produjo su cierre definitivo. El material que pudo ser salvado lo entregó el director a los trabajadores del periódico para que se estableciesen por su cuenta.